# Гоце Тишин
Георги (Гоце) Николов Тишин е български революционер, деец на Вътрешната македоно-одринска революционна организация (ВМОРО).

## Биография
Роден е в 1877 година в българския южномакедонски град Кукуш, тогава в Османската империя, днес Килкис в Гърция. Баща му Никола Тишин е сред градските първенци. Брат му Туше Тишин също участва във ВМОРО и е един от активните ръководители на Вътрешната организация в Кукушко.
Гоце Тишин влиза във ВМОРО и развива дейност по революционните борби на българите в Кукушко. След това е комисионер в Солун. В 1903 година, след Солунските атентати, е арестуван. Обвинен е в притежание на динамит, който хвърлил в кладенеца в хана, в който е кантората му. Осъден е на 15 години затвор.
Доброволец е в Македоно-одринското опълчение (1912 – 1913), във Втора рота на Лозенградската партизанска дружина.